# Anna Wörner
Anna Wörner, née le 27 septembre 1989 à Garmisch-Partenkirchen, est une skieuse acrobatique allemande spécialisée dans les épreuves de skicross. 
Au cours de sa carrière, elle dispute les Jeux olympiques d'hiver en 2010 et 2014 se classant dix-septième puis neuvième. De plus, elle a participé à deux mondiaux, prenant la neuvième place en 2011 à Deer Valley et la cinquième place à Voss en 2013. En coupe du monde elle est montée à cinq reprises sur un podium dont trois victoires, dont la première a eu lieu le 11 février 2011 à Blue Mountain.

## Palmarès

### Jeux olympiques
| Édition/Discipline | Skicross |
| JO 2010            | 17e      |
| JO 2014            | 9e       |

### Championnats du monde
| Édition/Discipline | Skicross |
| Mondiaux 2011      | 9e       |
| Mondiaux 2013      | 5e       |

### Coupe du monde
- Meilleur classement général : 21e en 2011.
- Meilleur classement en skicross : 7e en 2011.
- 5 podiums dont 3 victoires en skicross (Blue Mountain 2011, Megève 2013, Åre 2013).